# Mont Katmai
El mont Katmai (en anglès mount Katmai) és un gran estratovolcà que s'eleva fins als 2.047 msnm i que es troba a la península d'Alaska, dins el Parc i Reserva Nacionals de Katmai. El volcà fa uns 10 quilòmetres de diàmetre i està coronat per una caldera de 4,5 per 3 quilòmetres, que conté un llac de cràter format durant l'erupció del Novarupta de 1912.

## Activitat volcànica
Com a mínim el mont Katmai ha tingut dues grans erupcions des del Plistocè, però se'n desconeix la data exacte. Abans del 1912 el volcà es presentava com una muntanya composta per quatre estratovolcans, dos d'ells datats durant el Plistocè, alineats segons un eix nord-est-sud-oest. La majoria d'aquests cims van ser destruïts durant l'erupció del 6 juny al 21 juliol de 1912, l'única coneguga amb certesa del Mont Katmai1.

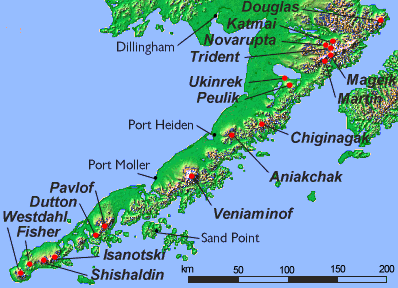
Mapa mostrant els volcans d'Alaska.

L'erupció de 1912 va tenir un Índex d'explosibilitat volcànica de grau 3 i va emetre 23 milions de metres cúbics de tefra durant les erupcions freatomagmàtique que van expulsar lava i cendres. En un mes i mig la pressió a la cambra magmàtica del volcà va disminuir prou com per causar el col·lapse del cim de la muntanya, creant l'actual caldera. Cap a la fi de l'erupció es va crear un dom de lava a la part inferior de la caldera, el qual passa a ser una illa en omplir-se el cràter d'aigua i formar l'actual llac de cràter. Les precipitacions que alimenten el llac també donen com a resultat les glaceres que cobreixen els vessants del cim i les valls del voltant.
Els dipòsits piroclàstics, principalment les cendres, que cobrint, des de 1912 la vall de les Deu Mil Fumaroles, s'estenen cap al nord-oest del volcà no procedeixen de l'erupció del mont Katmai, sinó per la del Novarupta, la més important del segle xx, que va tenir lloc simultàniament, del 6 de juny a octubre de 1912. A més, la creació de la caldera del mont Katmai no s'atribueix exclusivament a la seva erupció sinó també la de Novarupta.
Altres possibles cinc erupcions entre 1912 i 1931 foren finalment descartades.